# Władimir Czernyszow (siatkarz)
Władimir Dmitrijewicz Czernyszow (ros. Владимир Дмитриевич Чернышёв, ur. 21 czerwca 1951 w Poczinoku, zm. 4 maja 2004 w Padwie) – radziecki siatkarz. Dwukrotny medalista olimpijski.
W reprezentacji Związku Radzieckiego grał w latach 1974–1981. Oprócz dwóch medali igrzysk olimpijskich – srebra w 1976 i złota w 1980 – sięgnął po dwa medale mistrzostw świata (złoto w 1978, srebro w 1974) i czterokrotnie zostawał mistrzem Europy (1975, 1977, 1979, 1981).
Mieszkał we Włoszech. Umarł w Padwie.